# یونکووو
یونکووو (به لهستانی:  Jonkowo) یک روستا در لهستان است که در گمینا یونکووو واقع شده‌است.
 یونکووو  ۱٬۵۰۰ نفر جمعیت دارد.